# Suisse (Moselle)
Suisse (deutsch Sülzen) ist eine französische Gemeinde mit 95 Einwohnern (Stand 1. Januar 2022) im Département Moselle in der Region Grand Est (bis 2015 Lothringen). Sie gehört zum Arrondissement Forbach-Boulay-Moselle.

## Lage
Die Gemeinde Suisse liegt in der Landschaft Saulnois, fünf Kilometer nordwestlich von Morhange und 38 Kilometer südöstlich von Metz. Sie grenzt im Nordwesten an Thonville, im Nordosten an Eincheville, im Osten an Landroff, im Süden an Destry und im Westen an Brulange. Suisse liegt am Fluss Rotte. Die Hügelkette Côte de Suisse im Nordosten der Gemeinde erreicht 295 m und dient der Windkraftenergiegewinnung.

## Name
Der Ortsname hat nichts mit dem Land Schweiz zu tun. Aus dem Jahr 865 ist die Bezeichnung Sulciam nachgewiesen. Daraus wurde Sulzes, 1240 Sullze und 1594 schließlich Xousse, auch weitere Bezeichnungen wie Souches oder Sultzen finden sich. Der Name dürfte sich also letztendlich vom Wort Salz ableiten und bedeutet etwa „salziges Wasser“.

## Bevölkerungsentwicklung
| Jahr      | 1962 | 1968 | 1975 | 1982 | 1990 | 1999 | 2007 | 2019 |
| Einwohner | 83   | 89   | 79   | 78   | 86   | 102  | 105  | 100  |

## Sehenswürdigkeiten
- Kapelle Sainte-Marie-Madeleine

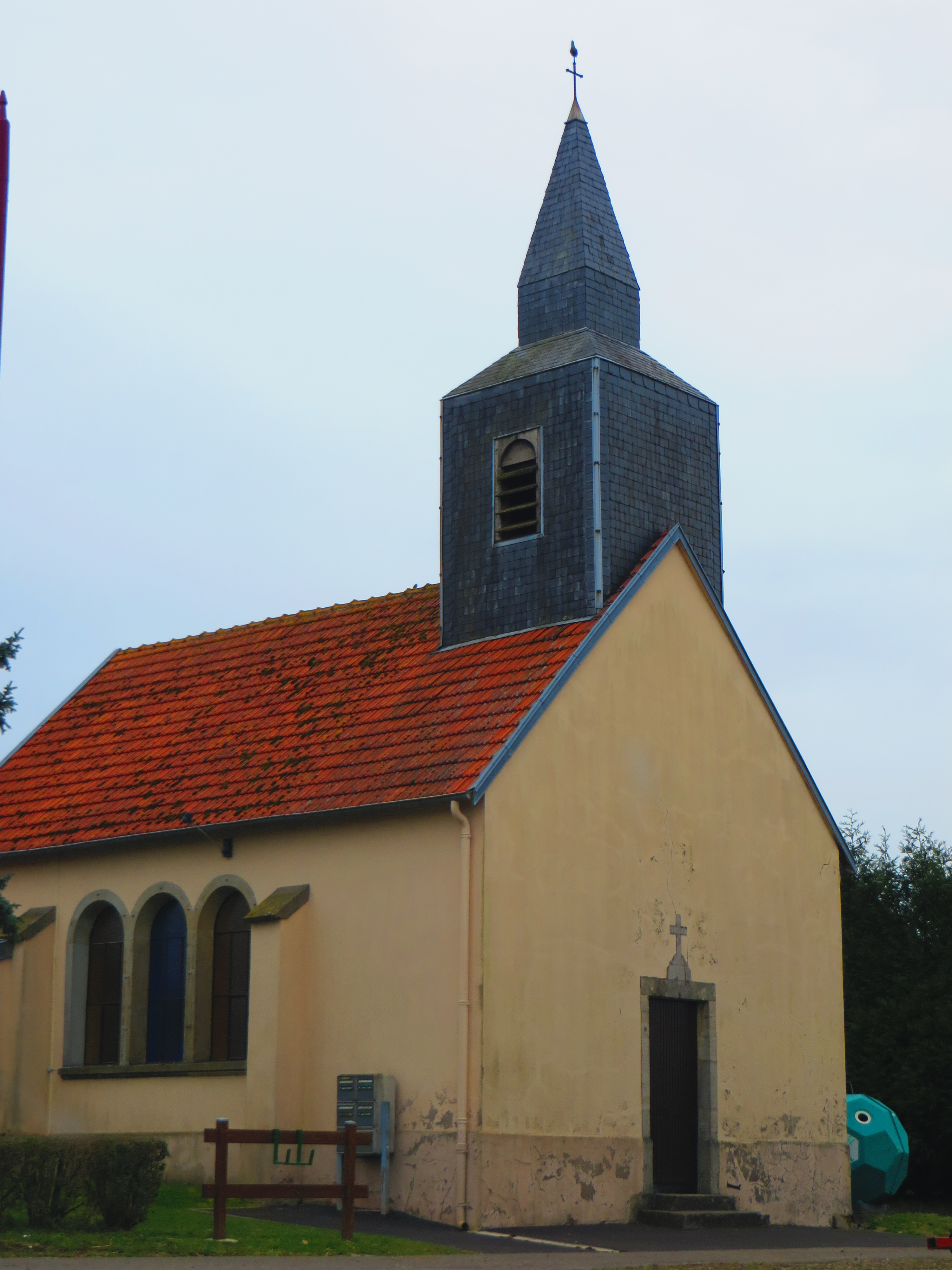
Kapelle Sainte-Madeleine